# Видове италианска паста
Различните видове италианска паста се разграничават преди всичко въз основа на формата, вида на използваното брашно, дали е прясна или суха, предпочитания метод на готвене (сух или в бульон) и наличието на яйце или пълнеж в тестото. Всеки вид често е свързван със специален начин на приготвяне или с различни видове приготвяне, подходящи за неговата консистенция и способност да задържа сосове или, по-просто, с регионалните традиции в зависимост от произхода. Сосът „Аматричана“ например не е подходящ за капелини, а за спагети; това е според традицията на мястото на произход – Аматриче (Риети), или в римската версия – букатини.
Някои разновидности (като спагети или различни видове паста от Кампания, Емилия и Лигурия) са известни в цял свят, докато други са популярни само в областта на произход (това е случаят например с Пицокери от Валтелина) или в различни райони, но с различни имена (както се случва в случая с тонарелите, наричан още в други райони на Италия „спагети ала китара“ или „китарини“).
Днес съществуват над 300 вида паста, консумирани в Италия, и те могат да бъдат класифицирани като суха или като прясна паста (с кухина или без), къси, фини, гладки или на ивици. Безбройните разновидности паста всъщност се отличават по вида тесто, формата, повърхността и по възможното наличие на пълнеж.

## Формат
В зависимост от вида на формата видовете паста се делят на две категории:
- Дълга паста 
  - с голяма дебелина (напр. лазаня, реджинети и папардели);
  - с малка дебелина (напр. капелини, талиолини и фетучини);
  - с правоъгълен или лещовиден разрез (напр. тренети и лингуини);
  - с кръгъл разрез (напр. спагети и вермичели);
  - с перфориран разрез (напр. букатини).
- Къса паста   
  - дребна, т. мар. пастина за супа (напр. квадручи, стелини и диталини);
  - средна (напр. конкили и орекиети);
  - дълга (напр. ригатони и фузили);
  - пълнена (напр. равиоли и аньолоти);
  - фантазия (с необичайни форми).

## Повърхност
В зависимост от характеристиките на повърхността, видовете паста се делят на:
- Гладки, ценени за тяхната лекота
- Грапави и порести, способни да накарат соса да полепне по-добре по тях
- Набраздени, ценени заради способността им да задържат сосове.

## Тесто
В съответствие с разпоредбите на Президентски указ Dpr. n. 187/01, според съставките и различните аналитични параметри, видовете паста в Италия се делят на:
- Паста от грис от твърда пшеница: тестото съдържа грис от твърда пшеница, вода и по-голямо количество трици. Сред изискванията за попадане в тази категория има максимална влажност на крайния продукт, равняваща се на 12,50%;
- Паста от пълнозърнест грис от твърда пшеница: тестото съдържа грис от пълнозърнеста твърда пшеница и вода и се характеризира с по-високо съдържание на фибри;
- Яйчена паста: тестото съдържа грис, вода и яйца (не по-малко от 4 цели пилешки яйца/kg) и се характеризира с по-високо хранително съдържание на протеини;
- Прясна паста: тестото се приготвя и с меко пшенично брашно. Крайният продукт се характеризира с променлива влажност между 24 – 30% и трябва да се съхранява при  максимална температура от +4 °C, +/- 2 °C;
- Стабилизирана паста: крайният продукт се отличава с минимум 20% влажност;
- Диетични видове паста: характеризиращи се със специфична комбинация от съставки, те се делят на безглутенови, протеинови, пълнозърнести и бързосварящи се (съдържащи по-големи количества вода);
- Специални видове паста: тестото съдържа допълнителни хранителни съставки (напр. спанак и домат). По закон те се наименуват въз основа на основната използвана съставка (грис, гранулиран грис или пълнозърнест грис от твърда пшеница).

## Дълга паста

### С кръгло сечение
| Снимка | Име на итал.                 | Вид                        | Описание                                                                               | Регион(и) на произход |
| ------ | ---------------------------- | -------------------------- | -------------------------------------------------------------------------------------- | --------------------- |
|        | Bigoli, Bigoi                | Бѝголи, Бигои              | Груби спагети, често приготвени от пълнозърнесто брашно.                               | Венето                |
|        | Busiate                      | Бузиàти                    | Вид фузили, но с по-тесни и по-дълги                                                   | Сицилия               |
|        | Capellini                    | Капелини                   | Суха неяйчена паста с много малък диаметър                                             | Лигурия               |
|        | Fedelini, Fidelini, Fidei    | Фиделини, Феделини, Фидеи  | Много тънки спагети, понякога яйчени                                                   | Лигурия               |
|        | Fusilli lunghi               | Дълги фузили               |                                                                                        | Кампания              |
|        | Maccheroncini di Campofilone | Макерончини от Кампофилоне | Вид тънка дълга яйчена паста                                                           | Марке (Кампофилоне)   |
|        | Pici                         | Пичи                       | По-дебели и по-къси ръчно направени спагети                                            | Тоскана               |
|        | Spaghetti                    | Спагети                    | Суха неяйчена паста                                                                    | Сицилия               |
|        | Troccoli                     | Трòколи                    | Прости талиолини с овална част от грубо зърно                                          | Пулия                 |
|        | Vermicelli                   | Вермичели                  | суха паста с дълга форма, кръгло сечение и диаметър по-голям от този на спагетите      | Кампания              |
|        | Spaghetti scanalati          | Набраздени спагети         | Спагети с овално сечение с едно набраздяване на горната повърхност и едно – на долната | Кампания              |

### С квадратно сечение
| Снимка | Име на итал.                                    | Вид                                    | Описание                                               | Регион(и) на произход |
| ------ | ----------------------------------------------- | -------------------------------------- | ------------------------------------------------------ | --------------------- |
|        | Spaghetti alla chitarra, Tonnarelli, Chitarrine | Спагети ала китара(Тонарели, Китарини) | Като спагетите, но с квадратно сечение вместо с кръгло | Абруцо, Кампания      |
|        | Ciriole, Manfricoli, Strangozzi                 | Странгоци, Чириоли, Манфрѝколи         | По-дебели от спагети ала китара                        | Умбрия                |

### С правоъгълно или лещовидно сечение
| Снимка | Име на итал.                   | Вид                            | Описание                                                     | Регион(и) на произход               |
| ------ | ------------------------------ | ------------------------------ | ------------------------------------------------------------ | ----------------------------------- |
|        | Bavette                        | Бавети                         | Малка версия на талиатели                                    | Лигурия                             |
|        | Linguine (Trenette)            | Лингуини (Тренети)             | Вид плоски спагети                                           | Лигурия                             |
|        | Mafalde (Mafaldine, Reginette) | Мафалди (Мафалдини, Реджинети) | Дълга паста от брашно от твърда пшеница с вълнообразна форма | Кампания                            |
|        | Sagne                          | Сàние                          | Плоски ленти с квадратна форма, максимум 1 см                | Абруцо, Молизе, провинция Фрозиноне |
|        | Scialatelli, Scialatielli      | Шалатели или Шалатиели         | Домашни спагети с неправилен правоъгълен разрез              | Кампания                            |
|        | Trenette                       | Тренети                        | Ивица тесто с линия отстрани. Лингуини                       | Лигурия                             |

## Макаронени изделия в гнезда или чилета
| Снимка | Име на итал.                       | Вид                                                                | Описание                                                                          | Регион(и) на произход                            |
| ------ | ---------------------------------- | ------------------------------------------------------------------ | --------------------------------------------------------------------------------- | ------------------------------------------------ |
|        | Capelli d'angelo, Capelvenere      | Капели д'анджело („Ангелска коса“), Капелвенере („Коси на Венера“) | Суха яйчена паста с много малък кръгъл разрез                                     |                                                  |
|        | Fettuccine                         | Фетучини                                                           | Ивици яйчена паста с височина около 1 см                                          | Емилия-Романя, Ломбардия, Марке, Умбрия и Венето |
|        | Lagane                             | Лаганя                                                             | Широка паста                                                                      | Калабрия, Базиликата                             |
|        | Lasagne                            | Лазаня                                                             | Широка ивица паста от 2 до 4 см                                                   | Древен Рим, Кампания, Емилия-Романя              |
|        | Lasagnette                         | Лазаниети                                                          | По-тясна версия на лазаня. Има различни видове според формата на ръбовете им.     |                                                  |
|        | Pappardelle                        | Папардèли                                                          | Вид яйчена паста подобна на талиатели, но по-дълга, ок. 13 см.                    | Тоскана                                          |
|        | Picagge                            | Пикаджи                                                            | подобна на талиатели, но по-меки и по-малко еластични от обичайната яйчена паста. | Лигурия                                          |
|        | Pizzoccheri                        | Пицòкери                                                           | Паста от елда                                                                     | Ломбардия                                        |
|        | Stringozzi, Strangozzi, Strongozzi | Стрингоци, Странгоци, Стронгоци                                    | Неяйчена дълга паста с дълго квадратно сечение. Между фетучини и папардели        | Умбрия                                           |
|        | Tagliatelle                        | Талиатели                                                          | яйчена паста, по-широка от фетучините                                             | Емилия-Романя                                    |
|        | Tagliolini (in piem. tajarin)      | Талиолини (таярин на пием.)                                        | По-тънки от талиателите                                                           | Пиемонт                                          |

## Тръбна паста
| Снимка | Име на итал.                             | Вид                                                  | Описание                                                                                           | Регион(и) на произход                        |
| ------ | ---------------------------------------- | ---------------------------------------------------- | -------------------------------------------------------------------------------------------------- | -------------------------------------------- |
|        | Bucatini                                 | Букатини                                             | Кухи спагети                                                                                       | Лацио                                        |
|        | Calamari                                 | Каламари                                             | Паста с пръстеновидна форма                                                                        | Кампания                                     |
|        | Calamaretti                              | Каламарети                                           | По-малки от каламари                                                                               | Кампания                                     |
|        | Cannelloni                               | Канелони                                             | Големи пълнени тръби, обикновено с рикота и спанак                                                 |                                              |
|        | Cavatappi (amori, spirali o tortiglione) | Каватапи (Амори, Спирали, Тортилиони)                | Макарони във формата на спираловидна тръбичка                                                      | Емилия-Романя (Барила)                       |
|        | Cellentani                               | Челентани                                            | Къса паста с извита форма, централен отвор и дебели външни канали                                  | Емилия-Романя (Барила)                       |
|        | Chifferi                                 | Кѝфери                                               | Големи макарони, но с по-малко нарези и с по-тънка тръба от тази на макароните                     |                                              |
|        | Ferrazzuoli (Maccheroni al ferretto)     | Ферацуоли (Макарони на кука)                         | Паста от брашно от твърда пшеница и вода във форма на ленти, усукани около кука за плетене.        | Калабрия                                     |
|        | Filei (Fileja)                           | Филеи                                                | Паста, обработена с кука                                                                           | Калабрия                                     |
|        | Fusilli, Eliche                          | Фузили (Елики)                                       | Спираловидна паста                                                                                 | Абруцо, Кампания, Молизе, Сицилия и Калабрия |
|        | Garganelli                               | Гарганели                                            | тип яйчена паста с тръбна форма с характерен перпендикулярен нарез.                                | Емилия-Романя                                |
|        | Maccheroni, Maniche da frate             | Макарони, Манике да фрате (букв. „Монашески ръкави“) | По-дълги братовчеди на ригатоните                                                                  |                                              |
|        | Maccheroncini (maccaruni o pizzarieddi)  | Макарончини (Макаруни или Пицариеди)                 | По-малки макарони                                                                                  | Пулия                                        |
|        | Paccheri                                 | Пàкери                                               | Тръбна паста, подобна на анелони, но по-голяма                                                     | Кампания                                     |
|        | Pasta al ceppo                           | Паста ал чепо                                        | Паста, навита от пръчка, със същия размер и форма на пръчка канела. По-дълга от макарони.          |                                              |
|        | Penne                                    | Пене                                                 | Нарязани диагонално тръбички                                                                       | Лигурия                                      |
|        | Perciatelli                              | Перчатели                                            | По-дебели от букатини                                                                              | Кампания                                     |
|        | Rigatoni                                 | Ригатони                                             | Макарони с нарез на външната повърхност (надлъжни нарези)                                          | Кампания                                     |
|        | Sagne 'ncannulate                        | Сание 'нканулате                                     | Дълги и широки ивици неяйчена паста, увити в стегната спирала                                      | Пулия (Саленто)                              |
|        | Sedani, Sedanini, Chiocciolini           | Сèдани, Седанѝни, Киочолѝни                          | Тръбна паста, роднина на ригатоните                                                                |                                              |
|        | Tortiglioni                              | Тортильони                                           | вид паста, подобна на ригатони, но по-едра и с по-дълбоки жлебове, които се навиват около пастата. |                                              |
|        | Tuffoli                                  | Туфоли                                               | Вид ригатони                                                                                       |                                              |
|        | Ziti                                     | Дзити                                                | Дълги и тънки тръби                                                                                | Кампания                                     |

## Къса паста
| Снимка | Име на итал.                                       | Вид                                                  | Описание | Региони                                  |
| ------ | -------------------------------------------------- | ---------------------------------------------------- | --- | ---------------------------------------- |
|        | Anelletti (Anelli)                                 | Анелети (Анели)                                      | Пръстеновидна паста, използвана за тимбали на фурна                                                                           | Сицилия (Палермо)                        |
|        | Anelloni                                           | Анелони                                              | Къса тръбна паста | Абруцо                                   |
|        | Campanelle (torchi, gigli, cornetti, corni di bue) | Кампанели                                            | Вид конусовидна паста с наръбен ръб или с форма на камбанка.                                                                  |                                          |
|        | Casarecce                                          | Казаречи                                             | Вид фузили с двойно "S" | Сицилия                                  |
|        | Castellane                                         | Кастелани                                            | С фрома на обикновена черупка, но тя е плътно навита в конична форма. Външният ѝ ръб е леко назъбен.                          |                                          |
|        | Cataneselle                                        | Катанезели                                           | Големи къси макарони | Кампания                                 |
|        | Cavatelli                                          | Каватели                                             | Паста с неправилна тръбна форма                                                                                               | Пулия                                    |
|        | Cechetti                                           | Чекети                                               | Кръгла паста |                                          |
|        | Cencioni                                           | Ченчони                                              | Овална паста с форма на венчелистче, с лека извивка, по-голяма и по-плоска от орекиети и с груба повърхност от едната страна. |                                          |
|        | Conchiglie                                         | Конкилие                                             | С формата на мидена черупка. Могат да са с различни размери.                                                                  |                                          |
|        | Corzetti, Croxetti                                 | Корцети (Кроксети)                                   | 2 вида: от Вал Порчевера с характерна форма на малка осмица и Отпечатани (или корцети на Леванте) – щамповани                 | Лигурия                                  |
|        | Creste di gallo                                    | Кресте ди гало (букв. „Петльови гребени“)            | Къса паста с форма, наподобяваща гребена на петел.                                                                            | Сицилия (Модика)                         |
|        | Dischi volanti                                     | Диски воланти (букв. „летящи чинии“)                 | Във формата на летящи дискове със зеленчуков сос                                                                              | Тоскана (Флоренция)                      |
|        | Farfalle, Nastrini a Galano, Colzetti              | Фарфали, Настрини а Галано, Колцети                  | В няколко размера с отличителна форма на папийонка.                                                                           | Лигурия                                  |
|        | Fiorentine                                         | Фиорентини                                           | Паста, навита около себе си, като в единия край е отварено                                                                    | Тоскана                                  |
|        | Fricelli                                           | Фричели                                              | Прясна паста от грис от твърда пшеница                                                                                        | Пулия                                    |
|        | Foglie d'ulivо                                     | Фолие д'уливо (букв. „маслинови листа“)              | Ръчно направена паста с формата на маслиново листо, бяла или зелена (със спанак)                                              | Пулия                                    |
|        | Fusilli                                            | Фузили                                               | Спираловидна паста, често оцветена чрез добавяне на моркови или спанак към тестото.                                           | Кампания                                 |
|        | Fusilli bucati corti                               | Фузили букати корти (букв. „Къси продупчени фузили“) | Спагети с форма на къдрица | Кампания                                 |
|        | Gemelli                                            | Джемели (букв. „Близнаци“)                           | с форма на две нишки тесто, усукани заедно                                                                                    |                                          |
|        | Gigli                                              | Джили                                                | С формата на цвете крем |                                          |
|        | Girandole                                          | Джирàндоли                                           | Вид фузили |                                          |
|        | Gnocchi alla romana                                | Ньоки по римски                                      | Дискове от грис. Да не се бъркат с Картофени ньоки.                                                                           | Лацио (Рим)                              |
|        | Gnocchi, Gnocchetti sardi, Mallorèddus             | Ньоки, Ньокети сарди, Малоредус                      | Паста, подобна на Конкилие, но по-тясна и по-стегната. Да не се бърка с Картофени ньоки и Ньоки ала романа.                   | Сардиния                                 |
|        | Cicioneddos                                        | Чичионедос                                           | По-малка версия на Малоредус                                                                                                  | Сардиния                                 |
|        | Gramigne                                           | Грамини                                              | Паста, подобна на късо, леко усукано букатино                                                                                 | Емилия-Романя (Болоня)                   |
|        | Lanterne                                           | Лантерни                                             | Паста с дълбоки ръбове и извита във формата на фенер                                                                          |                                          |
|        | Lorighìttas                                        | Лорингѝтас                                           | Паста във формата на свинска опашка, затворена на кръг                                                                        | Сардиния                                 |
|        | Lumache (Pipe)                                     | Лумаке (Пипе)                                        | С форма на черупки от охлюв.                                                                                                  |                                          |
|        | Maccheroni al pettine                              | Макарони ал петине („сресани“)                       | Вид релефна къса яйчена паста. Подобно на гарганели романьоли, но двойно по-големи                                            | Емилия                                   |
|        | Maltagliati, Malfatti                              | Малталиати, Малфати                                  | Неточно нарязана паста | Емилия-Романя                            |
|        | Maniche, Mezze maniche                             | Манике, Медзе манике                                 | С тръбна форма, понякога оребрена, подобна на анелони и ригатони.                                                             |                                          |
|        | Orecchiette                                        | Орекиети                                             | С неправилна кръгла форма, напомняща на ушенце                                                                                | Пулия                                    |
|        | Passatelli                                         | Пасатели                                             | Имитация на части от морско въже                                                                                              | Романя-Марке                             |
|        | Pipe                                               | Пипе                                                 | Имитация на обвивката на охлювче                                                                                              |                                          |
|        | Radiatori                                          | Радиатòри                                            | Малка жилава паста, приличаща на радиаторче                                                                                   |                                          |
|        | Riccioli (Spirali)                                 | Рѝчоли                                               | С различни форми и размери, подобни на фузили, понякога тръбни, но напомнящи на къдрици                                       |                                          |
|        | Rotelle, Ruote                                     | Ротели, Руоти                                        | Отворена паста със заоблена форма на колелце                                                                                  |                                          |
|        | Rotini                                             | Ротини                                               | Паста с елипсовидна форма |                                          |
|        | Sagnarelli                                         | Саниарели                                            | паста под формата на правоъгълни панделки с набраздени ръбове                                                                 | Тоскана                                  |
|        | Spighe                                             | Спиги                                                | Отворена паста с контур във формата на житен клас                                                                             |                                          |
|        | Strascinati                                        | Страшинати                                           | С неправилна кръгла форма, малко по-голяма и отворена от тази на орекиете                                                     | Пулия, Базиликата                        |
|        | Strozzapreti, Strangolapreti                       | Строцапрети, Странголапрети (букв. „удушисвещеници“) | С форма на къса усукана връв                                                                                                  | Емилия-Романя                            |
|        | Testaròli (toscano), Testaièu (ligure)             | Тестароли (тоск.), Тестаиеу (лигур.)                 | Груба паста с форма на ромб                                                                                                   | Древен Рим, Тоскана (Луниджана), Лигурия |
|        | Trofie o Trofiette                                 | Трофие (Трофиети)                                    | Дълга и тънка паста | Лигурия (Сори)                           |
|        | Vesuvio                                            | Везувий                                              | С форма на вулкан | Кампания (Граняно)                       |

## Дребна паста
| Снимка | Име на итал.                         | Вид                               | Описание | Региони                                  |
| ------ | ------------------------------------ | --------------------------------- | --- | ---------------------------------------- |
|        | Acini di pepe                        | Ачини ди пепе                     | паста от грис от твърда пшеница под формата на зърна                                                                        | Лигурия                                  |
|        | Cascà                                | Каскà                             | паста от грис от твърда пшеница на зърна                                                                                    | Южна Сардиния                            |
|        | Cuscussu                             | Кускус                            | зърно от грис от твърда пшеница                                                                                             | Сицилия, Западна Европа и Северна Африка |
|        | Ditali, Ditalini                     | Дѝтали                            | макаронени изделия от грис от твърда пшеница с фина форма и кухи нарязани                                                   | Кампания                                 |
|        | Fregula                              | Фрèгула                           | паста от грис от твърда пшеница под формата на малки препечени топчета                                                      | Южна Сардиния                            |
|        | Filini                               | Филини                            | Много тънки лентички от тесто.                                                                                              |                                          |
|        | Grattini                             | Гратини                           | топченца или парченца паста, които обикновено се добавят към супи, особено бистри бульони.                                  |                                          |
|        | Lancette                             | Ланчети                           | вид дребна яйчена паста |                                          |
|        | Quadrucci                            | Квадручи                          | Малки квадратчета от яйчена паста                                                                                           |                                          |
|        | Risi                                 | Ризи                              | паста от грис от твърда пшеница под формата на оризово зърно (или ечемик, откъдето идва и името)                            | Тоскана                                  |
|        | Stelline                             | Стелини                           | Дребна паста във формата на продупчени звездички, приготвена с брашно от твърда пшеница и вода, понякога с добавка на яйца. |                                          |
|        | Stortini                             | Стортини                          | паста от грис от твърда пшеница под формата на малки извити и кухи макарони                                                 | Кампания                                 |
|        | Manfrigoli o mofrigoli o mondellini: | Манфрѝголи, монфрѝголи, монделѝни | паста от пшенично брашно, със или без яйце, на зърна                                                                        | Романя и Марке                           |

## Пълнена паста
| Снимка | Име на итал. | Вид         | Описание                                   | Региони |
| ------ | ------------ | ----------- | ------------------------------------------ | --- |
|        | Agnolotti    | Аньолоти    | пълнена яйчена паста                       | Пиемонт, Ломбардия                                                                                          |
|        | Anolini      | Анолини     | пълнена яйчена паста                       | Емилия |
|        | Agnolini     | Аньолини    | пълнена яйчена паста, подобна на тортелини | Ломбардия                                                                                                   |
|        | Cappelletti  | Капелети    | пълнена яйчена паста                       | Емилия-Романя, Марке, Умбрия                                                                                |
|        | Cappellacci  | Капелачи    | пълнена яйчена паста                       | Романя |
|        | Casoncelli   | Казончели   | пълнена яйчена паста                       | Ломбардия                                                                                                   |
|        | Cjarsons     | Кярсонс     | пълнена яйчена и картофена паста           | Фриули |
|        | Culurgiones  | Кулурджонес | пълнена яйчена и картофена паста           | Сардиния |
|        | Ravioli      | Равиоли     | пълнена яйчена паста                       | Базиликата, Емилия-Романя, Лацио, Лигурия, Марке, Тоскана, Ломбардия, Сицилия и Сардиния, с различен пълнеж |
|        | Marubini     | Марубини    | пълнена яйчена паста                       | Ломбардия                                                                                                   |
|        | Pansoti      | Панзоти     | пълнена яйчена паста                       | Лигурия |
|        | Mezzelune    | Медзелуне   | пълнена яйчена паста                       | Алто Адидже                                                                                                 |
|        | Tortelli     | Тортели     | пълнена яйчена паста                       | Емилия, Ломбардия, Тоскана                                                                                  |
|        | Tortellini   | Тортелини   | пълнена яйчена паста                       | Емилия и Венето                                                                                             |
|        | Tortelloni   | Тортелони   | пълнена яйчена паста                       | Емилия и Ломбардия                                                                                          |